# Lindley Evans
Harry Lindley Evans (* 18. November 1895 in Kapstadt; † 2. Dezember 1982 in Greenwich) war ein australischer Pianist, Komponist und Musikpädagoge.
Evans sang bereits als Kind im Chor der St. George’s Cathedral in Kapstadt, daneben spielte er auch Orgel und Klavier. Nach der Übersiedlung der Familie 1912 nach Australien studierte er am New South Wales State Conservatorium of Music in Sydney Klavier und Komposition bei Frank Hutchens. Später nahm er noch in England Klavierunterricht bei Tobias Matthay.
Von 1920 bis 1929 unterrichtete Evans am Presbyterian Ladies’ College in Croydon. Danach war er bis 1946 Gastdozent am Methodist Ladies’ College in Burwood. Außerdem unterrichtete er von 1928 bis 1968 am State Conservatorium, dessen Leitung er noch bis 1974 angehörte.
Als Kammermusiker arbeitete Evans zunächst mit dem Flötisten John Lemmoné zusammen. 1922–23 war er Klavierbegleiter von Nellie Melba in England, danach auf ihrer Tournee durch Australien. Ab 1924 bildete er ein Klavierduo mit Frank Hutchens bis zu dessen Tod 1965.
In den 1920er Jahren sendete die Australian Broadcasting Co. Bearbeitungen seines Unterrichts in Musikrezeption unter dem Titel Adventures in Music. 1936 komponierte Evans die Musik zu Charles Chauvels Film Uncivilised und besuchte danach Hollywood, um mehr über die Filmproduktion zu lernen. Danach entstanden noch mehrere Filmmusiken, so zu Ken G. Halls Tall Timbers (1937) sowie zu Chauvels Forty Thousand Horsemen (1940) und The Rats of Tobruk (1944).
Ab 1939 wirkte Evans im Kinderprogramm von ABC mit, wo er als Melody Man in der Sendung Argonauts Club bekannt wurde, die bis 1969 lief. Seine Interesse an der Musikerziehung für Kinder führte ihn zur National Music Camp Association. Er arbeitete mit dem Australian Youth Orchestra seit dessen Gründung 1957 und für das Australian Music Examinations Board.
Neben den erwähnten Filmmusiken komponierte Evans unter anderem eine Chorsinfonie, Werke für Klavier und Orchester, Lieder und Stücke für Klavierduo und Klavier solo. 1963 wurde er als Companion des Order of St Michael and St George ausgezeichnet.